# Ludwig von Berswordt-Wallrabe

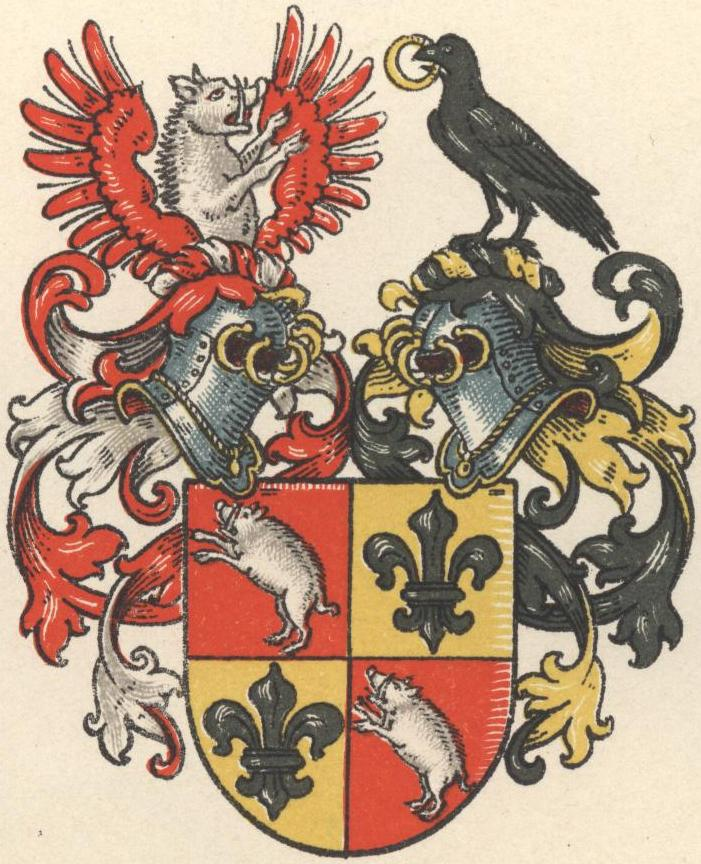
Wappen der Familie von Berswordt-Wallrabe

Ludwig Freiherr von Berswordt-Wallrabe (* 21. Juli 1844 in Wetzlar; † 8. November 1926 in Bochum-Weitmar) war ein preußischer Landrat.

## Leben

### Herkunft und Familie
Bereits im ausgehenden 18. Jahrhundert erwarb seine Familie den Rittersitz Haus Weitmar. Durch Heirat seines Onkels Friedrich mit der Erbtochter Philippine von Syberg fiel 1848 auch Haus Kemnade in den Besitz der Familie von Berswordt-Wallrabe.
Sein Vater war der Major Wilhelm von Berswordt-Wallrabe. Er selbst machte auch eine Karriere in der Armee. 1880 verließ er das Militär und übernahm die Verwaltung von Haus Weitmar und der dazugehörigen Liegenschaften als Erbe seines kinderlosen Onkels. Seit 1881 war er mit Mathilde von und zu Löwenstein verheiratet. Haus Kemnade mit den Ländereien wurde 1921 an die Stadt Bochum veräußert, die Flächen waren für die Wassergewinnung und Milchwirtschaft für die Stadt wichtig. Dabei wurden auch Besitz aus dem Haus in den Wohnsitz der Berswordt-Wallrabe, dem Haus Weitmar, überführt. Diese Kunstschätze wurden bei einem Luftangriff am 13. Mai 1943 mit dem Haus zerstört.

### Beruflicher Werdegang
Als Leutnant im 7. Jägerregiment machte er den Deutsch-Dänischer Krieg 1864 mit. Danach kam er zum Infanterie-Regiment 86, mit dem er in dem Deutschen Krieg 1866 und dem Deutsch-Französischen Krieg 1870/1871 als Hauptmann ausrückte. In seiner Heimat war er Mitbegründer des Bärendorf-Brantroper Krieger- & Landwehr-Vereins von 1869 und später dessen Ehrenpräsident. Dieser gehörte zu den größten Vereinen dieser Art im Landkreis Bochum. Für das 1926 errichtete Kriegerdenkmal in Weitmar, welches in Teilen noch heute existierte, stellte er das Grundstück am Rande seines Schlossparks zur Verfügung.
Er war königlicher Kammerherr, Ritter hoher Orden und Rechtsritter des Johanniterordens. Von 1887 bis 1919 war von Berswordt-Wallrabe konservatives Mitglied des Provinziallandtages für den Wahlkreis Hattingen, darüber hinaus einige Zeit zweiter Beigeordneter in der Verwaltung des Amtes Weitmar.

## Ehrungen
- Mitglied des Provinziallandtags der Provinz Westfalen
- Benennung der Berswordtstraße in Weitmar nach der Familie[2]